# تاكيشي كيمورا
تاكيشي كيمورا (باليابانية: 馬淵薫؛ بالكانا: まぶち かおる) هو كاتب سيناريو ياباني، ولد في 4 فبراير 1912 في أوساكا في اليابان، وتوفي في 3 مايو 1987.

## وصلات خارجية
- تاكيشي كيمورا على موقع IMDb (الإنجليزية)
- تاكيشي كيمورا على موقع ألو سيني (الفرنسية)
- تاكيشي كيمورا على موقع أول موفي (الإنجليزية)
- تاكيشي كيمورا على موقع قاعدة بيانات الأفلام السويدية (السويدية)
- تاكيشي كيمورا على موقع قاعدة بيانات الفيلم (الإنجليزية)
- تاكيشي كيمورا على موقع كينوبويسك (الروسية)